# Chinesische Daoistische Gesellschaft

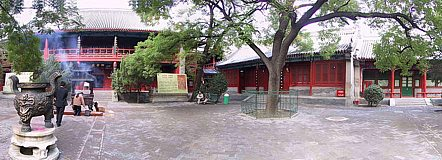
Pekinger Tempel der Weißen Wolken (Sitz)

Die Chinesische Daoistische Gesellschaft bzw. Vereinigung der Taoisten Chinas, Chinesische Taoistische Vereinigung, Chinesische Gesellschaft der Taoisten oder Daoistische Vereinigung Chinas usw. (Zhongguo daojiao xiehui) wurde 1957 gegründet. Sie hat ihren Sitz im daoistischen Pekinger Tempel der Weißen Wolken (Baiyun Guan). Es handelt sich um die erste einheitliche Organisation für alle Daoisten in der Geschichte Chinas.